# 暴力街区13：终极
《暴力街区13：终极》（法語：Banlieue 13 - Ultimatum）是一部法国动作片，为2004年电影《暴力街区》的续集，编剧仍然为法国著名导演吕克·贝松。